# Bengt Ljungquist
Bengt Helge Ljungquist (* 20. září 1912 Umeå – 15. července 1979 Förslöv, Švédsko) byl švédský sportovec, který reprezentoval Švédsko ve sportovním šermu a jezdectví. Na olympijských hrách startoval v roce 1936 v šermu fleretem a šavlí, v roce 1948 v šermu kordem v soutěži jednotlivců a v družstvech, v roce 1952, 1956 v soutěži družstev v šermu kordem a v roce 1964 v drezuře koní. V roce 1947 obsadil na mistrovství světa v soutěži jednotlivců druhé místo. Se švédským družstvem kordistů vybojoval v roce 1952 stříbrnou a v roce 1948 bronzovou olympijskou medaili a v roce 1938,1947 a 1954 druhé místo na mistrovství světa.